# Таунсенд, Чарльз (1725—1767)
Чарльз Таунсенд (англ. Charles Townshend; 29 августа 1725 — 4 сентября 1767) — британский политический деятель, второй сын Чарльза Таунсенда, 2-го виконта Таунсенда, член партии вигов.

## Биография
Чарльз Таунсенд родился в Рэйнхоме, Норфолк. В 1745 году поступил в Лейденский университет в Нидерландах. В 1747 году был избран членом Палаты общин; до 1756 года избирался от Грейт-Ярмута, затем от Солтэша, с 1761 года от Хариджа. В парламенте сначала примкнул к оппозиции, потом перешел на сторону правительства. За своё непостоянство получил уничижительное прозвище «Флюгер», но получил известность своими остроумными речами во время заседаний, которые современники назвали «шампанскими».
С 1749 года работал в Министерстве торговли, однако при Пелэме, в апреле 1755 года, был назначен лордом адмиралтейства, но уже в конце того же года был отправлен в отставку. В ноябре 1756 года в правительстве Питта занял пост главы казначейства, спустя год отправлен в отставку. При Бьюте занимал должность статс-секретаря по делам колоний и внёс билль об обложении колоний и о содержании в колониях постоянного войска. Он помогал Гренвиллю провести акт о гербовой пошлине в Америке и, вернувшись в правительство при Рокингаме, тщетно боролся против её отмены.
Став в августе 1766 году канцлером казначейства в министерстве Питта (в кабинете Рокингама ему в этой должности было отказано), Таунсенд вследствие ухудшения здоровья последнего приобрёл большое влияние на государственные дела. Раздражив палату общин предложением увеличить поземельный налог, Таунсенд старался вновь привлечь к себе симпатии провинциального дворянства обложением пошлинами разных товаров (стекло, краски, бумага, чай), ввозимых в американские порты (Таунсендский билль, 29 июня 1767 года). Вскоре после этого он неожиданно скончался.